# Charlotte Vanhove
Charlotte Vanhove, conhecida como Caroline, (Haye, 10 de novembro de 1771 — Paris, 11 de abril de 1860) foi uma atriz francesa. 

## Biografia
Filha dos comediantes Charles-Joseph Vanhove e Andrée Coche, ela dedica-se bem cedo ao teatro e estréia na Comédie-Française em 1785, com apenas 14 anos, devido a suas qualidades como comediante, no papel de Ifigênia na peça de Racine. Esta jovem, descrita como bela e loira, casa-se então com um violinista porém logo o abandona.
A Revolução Francesa eclode ; na noite de 2 de Setembro de 1793, ela foi detida como "suspeita", com mais 12 atores do Théâtre-Français, fiéis à monarquia, e encarcerada na Prisão Sainte-Pélagie, por fazer parte da encenação teatral da peça "Pamela", considerada subversiva. Ela será liberada cinco meses depois e volta para a comédia.
Conhece então Talma, um dos mais célebres atores de seu tempo e que na época estava casado com a dançarina Julie Carreau. O ator leva uma vida luxuosa com os salários de sua esposa que custeia suas despesas suntuosas. Os dois atores logo começam uma vida comum. Julie, cansada, humilhada e quase arruinada, aceita o divórcio.
Os dois casam-se então. Em 1798, Caroline Vanhove e seu pai compram uma bela propriedade em Brunoy, a "Malgouverne". Depois compram a "Gouvernerie" e seu parque, posta a venda por seu proprietário Ribbing Frédérickson. Talma faz na propriedade reformas muito custosas e cobre o casal de dívidas. Instala também em seu domicílio uma amante, que terá três filhos antes de morrer. Rapidamente uma nova amante aparece, as dívidas não cessam de se acumular, apesar da ajuda financeira de um amigo de Talma, um certo Napoleão…
Carolina retoma as rédeas da gestão do casal e tenta conseguir o divórcio. Porém o machismo do Imperador aparece, as mulheres são menos livres e as dificuldades numerosas.
A partir deste momento, Caroline póe-se à margem da vida tumultuosa dos artistas. Ela abandona o teatro, recupera parte de suas posses e constrói para si uma vida calma em um pequeno prédio cercado por jardins, acompanhada por amigos. Dedica-se à pintura, ao desenho e, sobretudo, escreve para os jovens ou sobre o teatro. Ela redige "Edmont et Juliette ou les Amants somnambules" (1820), "Le Château de Valmire ou Pauline et Théodore" (1821), "Réginalde ou la Vénitienne" (1822), "Élinor ou l'Épouse coupable" (1824), e ainda "Études sur l'art théâtral" (1835).
Durante todos estes anos será ela quem se ocupará dos três filhos que Talma teve com sua amante e que pagará os custos da pensão de Fontenay-sous-Bois, para onde foram enviados. 
Com a morte de Talma, em 1826, ela encontra-se livre e desposa o Conde de Chalot, um cavaleiro, amigo de longa data, com quem amava discutir passeando. Porém ele morrerá rapidamente. A então Condessa Vanhore ocupa seus dias passeando pela Champs-Élysées em seu coche e indo sempre ao teatro.
Ela termina tranquilamente seus dias em 11 de Abril de 1860, aos 90 anos de idade, em seus apartamentos parisienses, no nº 13 da Rue de Bagneux em Saint-Germain-des-Prés.